# Palpito d'amore
Palpito d'amore (가슴이 뛴다?, Gaseum-i ttwindaLR), nota anche con il titolo internazionale Heartbeat, è una serie televisiva sudcoreana del 2023.

## Trama
Dopo cent'anni di sonno ininterrotto, il vampiro Woo-hyul avrebbe potuto diventare un vero essere umano; il suo piano va però in fumo quando viene svegliato con un giorno d’anticipo. Dopo che la fredda In-hae, una ragazza in ristrettezze economiche, diventa la sua coinquilina, il vampiro capisce cosa significa amare qualcuno.